# جوسی سجویک
جوسی سجویک (انگلیسی: Josie Sedgwick؛ ۱۳ مارس ۱۸۹۸ – ۳۰ آوریل ۱۹۷۳) هنرپیشه اهل ایالات متحده آمریکا بود.